# 探探
探探是中國大陸一款基于地理位置的社交應用程式。探探被認為模仿了同類應用程式Tinder，双方只有互相喜歡，才能开始聊天。探探推出後在85后到90后的用户群中較為熱門，但其“匿名表白”功能曾引發侵權爭議，其安全性也遭到過質疑。

## 歷史
探探由王宇和潘滢創立，於2014年上線，其目标人群定位在20岁至26岁的使用者。2015年3月，探探发布了Apple Watch的适配版本，成为中國大陸首款适配Apple Watch的陌生人社交应用。
2015年，德国媒体公司贝塔斯曼亚洲投资基金向探探投资了500万美元。次年，探探再次获得3200万美元C轮融资。2017年，探探完成D轮7000万美元融资，並宣佈将在第3季度推出会员VIP服务。
2018年2月23日陌陌以新發行約530萬股陌陌A類股票，以及6.009億美元現金，合共斥資7.71億美元收購探探科技（北京）有限公司。交易成功后，探探团队继续独立运营产品和品牌。
截至2020年6月，探探全球总用户数已达3.6亿，其中90后用户占比近80%。

## 功能與使用
探探被認為模仿了美國同類應用程式Tinder，其主要基于地理位置和大数据平台，向用户提供个性化推荐。其在互動方式上采用了简单的动作设置：如果喜歡某一對象，就往右滑，不喜欢則往左滑。之后，系统自動进行配對，如果双方互相喜歡，系統會明確告知給兩個使用者，雙方才能开始聊天，否則彼此不会收到任何訊息。
此外，探探亦上線了“擦肩而过”和“匿名表白”功能，“擦肩而过”是探探开发的一项基于GPS系统的服务，如果有喜欢的人从附近经过，探探会進行提示並显示距离。“匿名表白”是探探基于手机通訊录的一种匿名表达爱慕之情的功能，使用該功能，用户可以对通訊录的好友匿名表白，並邀請該位好友加入成為探探用戶。
探探亦做了一系列尝试来规范用户行为，該應用會以清理“卖商品的女用户和有骚扰行为的男用户”的方式來提高用户纯度。应用內设置了违禁词，違反規定者账号可能會被永久封禁。在個人資訊審核方面，該應用有专门的团队人工筛选虚假照片。对于营销账号，該應用第一次會給予警告，但如多次觸犯規定，则會封号处理。

## 反響與爭議
探探在85后到90后的用户群中較為熱門，其女性使用者比例接近一半。該應用程式推出一年，用户人数即達到200万。探探创始人王宇表示，探探上线7个月，共产生1300万次用户“配对”，单日“配对”达40万次，对照片的滑动次数超过3500万次。而据联合创始人潘滢介绍，2015年2月，探探的周活跃度在80%左右，周用户留存率在55%到60%之间，月留存率则在30%左右。2016年，探探获得了“新浪2016年度科技风云榜——2016年度最具潜力创业公司”的獎項。后来，探探借助热播影视剧和综艺节目中的植入广告，自此扩大其知名度。截至2018年底，探探已经完成50亿次用户配对，总用户数达2亿，月活跃用户2000万，日活跃用户700万，成为95后最大的社交平台。根据第三方平台监测数据显示，探探月活跃用户远超以409.4万人排名第二的世纪佳缘，为中国大陆排名第一的婚恋交友类应用。
探探的“匿名表白”功能曾引發爭議，在使用“匿名表白”功能時，如果被表白的一方尚未註冊探探賬戶，系統會自動傳送暗戀簡訊到被表白一方的手機上，此舉引發了侵權爭議，存在违法嫌疑。此應用的安全性也遭到了質疑，企業家拉里·萨利布拉使用Xcode對軟體進行逆向工程時發現該軟體缺乏加密措施，因此，稍有技術的駭客即可取得使用者的用户名、密码、电话号码，甚至对话。
除此之外，一些不法分子会使用“探探引流脚本”，向匹配成功的用户发送私信，这种现象也形成了扫号、账号买卖的黑产链。同时，该平台的传播欺诈与色情信息问题也引发关注。据媒体报道，有多名用户通过探探结交了骗子，并深陷网络博彩、“卖茶美女”、股票投资等骗局，造成财产损失。

## 事件
2019年4月28日晚，有媒体报道称，应监管部门要求，探探因“传播污秽色情消息”为由，被中国大陆应用商店下架。对此探探就此事回应称「我們會積極配合有關部門的要求」。而探探母公司陌陌称“将积极与相关政府部门沟通，以便尽快让探探App在应用程序商店重新上架”。而后在5月2日，iOS版探探也从App Store上下架。10日，探探宣布暂停更新朋友圈功能，为期一个月，至6月11日0时恢复。有消息人士称，此次暂停是接受网信办的监督管理；而此前探探下架与全国扫黄打非办的监管相关。国家网信办、全国扫黄打非办并未对此进行回应。6月29日，探探于中国大陆各应用商店恢复上架。
2019年7月12日，由中央网信办、中国工信部、公安部、国家市场监管总局委托，全国信息安全标准化技术委员会、中国消费者协会、中国互联网协会、中国网络空间安全协会成立的“App专项治理工作组”评估发现，探探因违反《中华人民共和国网络安全法》关于收集使用个人信息的相关规定，被通报30日内完成整改，未完成整改的将依法处置。
2023年2月15日，有媒體報導稱香港一名女子因玩「探探」認識一名男子並相約情人節當天見面，男子未有露面，女子被恐嚇「斬你手指」後報警，案件列作刑事恐嚇跟進。